# ناصر القدوه
ناصر القدوه (عربی: ناصر القدوة)؛ (زاده: ۱۶ آوریل ۱۹۵۳) سیاستمدار و دیپلمات فلسطینی، وزیر امور خارجه پیشین تشکیلات خودگردان فلسطین، رئیس هیئت امناء بنیاد عرفات از زمان تأسیس آن و خواهرزاده یاسر عرفات رئیس سابق تشکیلات خودگردان فلسطین است. او در سال ۱۹۵۳ در غزه متولد شد، با خانواده اش به لیبی نقل مکان کرد، سپس به مصر رفته و در سال ۱۹۷۹ در رشته دندانپزشکی از دانشگاه قاهره فارغ‌التحصیل شد. او از آوریل ۲۰۰۳ تا سال ۲۰۰۵ در دولت احمد قریع، به عنوان وزیر امور خارجه تشکیلات خودگردان فلسطین، منصوب شد. ناصر القدوه در سال ۱۹۶۹ به فتح پیوست و در سال ۱۹۸۱ تا سال ۱۹۸۶ عضو شورای مرکزی سازمان آزادیبخش فلسطین شد.

## فعالیت سیاسی

### شورای ملی فلسطین
در سال ۱۹۷۵ به عنوان عضو شورای ملی فلسطین و نماینده اتحادیه دانشجویی انتخاب شد.

### وزارت خارجه
او در آوریل ۲۰۰۳ و تا سال ۲۰۰۵ در دولت احمد قریع به عنوان وزیر امور خارجه منصوب شد.

### شورای انقلاب جنبش فتح
در سال ۱۹۸۱ عضو ناظر شورای انقلاب جنبش فتح و در سال ۱۹۸۹ عضو کنگره پنجم جنبش شد.

## فعالیت دیپلماتیک
او از سال ۱۹۸۶ فعالیت دیپلماتیک خود را آغاز کرد. یاسر عرفات او را به عنوان دستیار نماینده دائمی سازمان آزادیبخش فلسطین، زهدی الطرزی منصوب کرد. او در سال ۱۹۹۱ و تا سال ۲۰۰۳ جای زهدی را گرفت؛ و نقش فعالی در پیش بردن موضوع طرح دیوارهای اسرائیل در سازمان ملل متحد داشت. این تلاش‌ها منجر به تصمیم دیوان بین‌المللی دادگستری در لاهه شد که حکم داد کشیدن این دیوار غیرقانونی است و بایستی به ضرر کنندگان فلسطینی غرامت داده شود.

## اتحادیه عام دانشجویان فلسطین
او به عنوان عضو شورای اداری اتحادیه عام دانشجویان فلسطین انتخاب شد و از سال ۱۹۷۸ تا ۱۹۸۲ رئیس این اتحادیه بود.

## انفصال از جنبش فتح
محمود عباس رئیس تشکیلات خودگردان فلسطین در طی حکمی وی را از جنبش فتح اخراج کرد. در حکم انفصال وی آمده‌است: بر اساس حکمی به تاریخ هشت مارس ۲۰۲۱، عضویت ناصر القدوه از جنبش لغو می‌شود. دلیل کمیته مرکزی فتح برای این کنش اظهارات تفرقه افکنانه ناصر القدوه عنوان شده‌است.